# Nemanja Kojić
Nemanja Kojić (in serbo Немања Којић?; Loznica, 3 febbraio 1990) è un ex calciatore serbo, di ruolo attaccante.

## Caratteristiche tecniche
Gioca come prima punta.

## Carriera

### Club
Cresciuto calcisticamente nel Rad Belgrado, dopo 6 stagioni disputate con il club della capitale, passa al più blasonato Partizan assieme al compagno Pedrag Luka, firmando un contratto di 3 stagioni e mezza.
Le prime reti col nuovo club arrivano il 6 marzo 2013, contribuendo con una doppietta alla vittoria per 4-0 in trasferta contro il BSK Borča.

### Nazionale
Ha fatto parte della nazionale Under-21 serba durante le qualificazioni agli Europei di categoria del 2013.

## Palmarès

### Club

#### Competizioni nazionali
- Campionato serbo: 2

Partizan: 2012-2013, 2014-2015